# Victoria alada de Samotracia
La Victoria de Samotracia, también conocida como Niké de Samotracia (en griego la estatua se denomina Níke tes Samothrákes [Νίκη τῆς Σαμοθράκης]), es una escultura perteneciente a la escuela rodia del período helenístico. Está ubicada en el Museo del Louvre, París. Representa a Niké, la diosa de la victoria. Tiene una altura de 2,75 m y se elaboró en mármol hacia el 190 a. C. Procede del santuario de los Cabiros en Samotracia. Algunos expertos la atribuyen con cierta probabilidad a Pithókritos de Rodas. Fue descubierta en 1863 en la isla de Samotracia (Samothraki, en griego) por el cónsul francés Charles Champoiseau, arqueólogo aficionado.
Aunque cuando se descubrió se pensó que fue mandada a esculpir por Demetrio Poliorcetes para conmemorar su triunfo naval en Salamina sobre la flota de Ptolomeo Sóter en el año 306 a. C., porque figuraba en las monedas emitidas del 294 al 288 a. C., la datación de la escultura hacia comienzos del siglo II antes de Cristo hace más lógico pensar que en realidad se labró para celebrar las victorias sobre Antíoco III Megas.
La figura femenina de la Victoria con alas se posa sobre la proa de un navío, que actúa de pedestal de la figura, cuyo cuerpo presenta una leve y graciosa torsión. Va envuelta en un fino chitón y un manto, ropajes que se adhieren al cuerpo dejando traslucir su anatomía, tratamiento este que recuerda a la denominada técnica de «paños mojados» atribuida a las obras de Fidias. El manto forma un rollo sobre el muslo derecho para caer luego entre las piernas, dando lugar a una composición muy característica en otras figuras femeninas de la misma época.

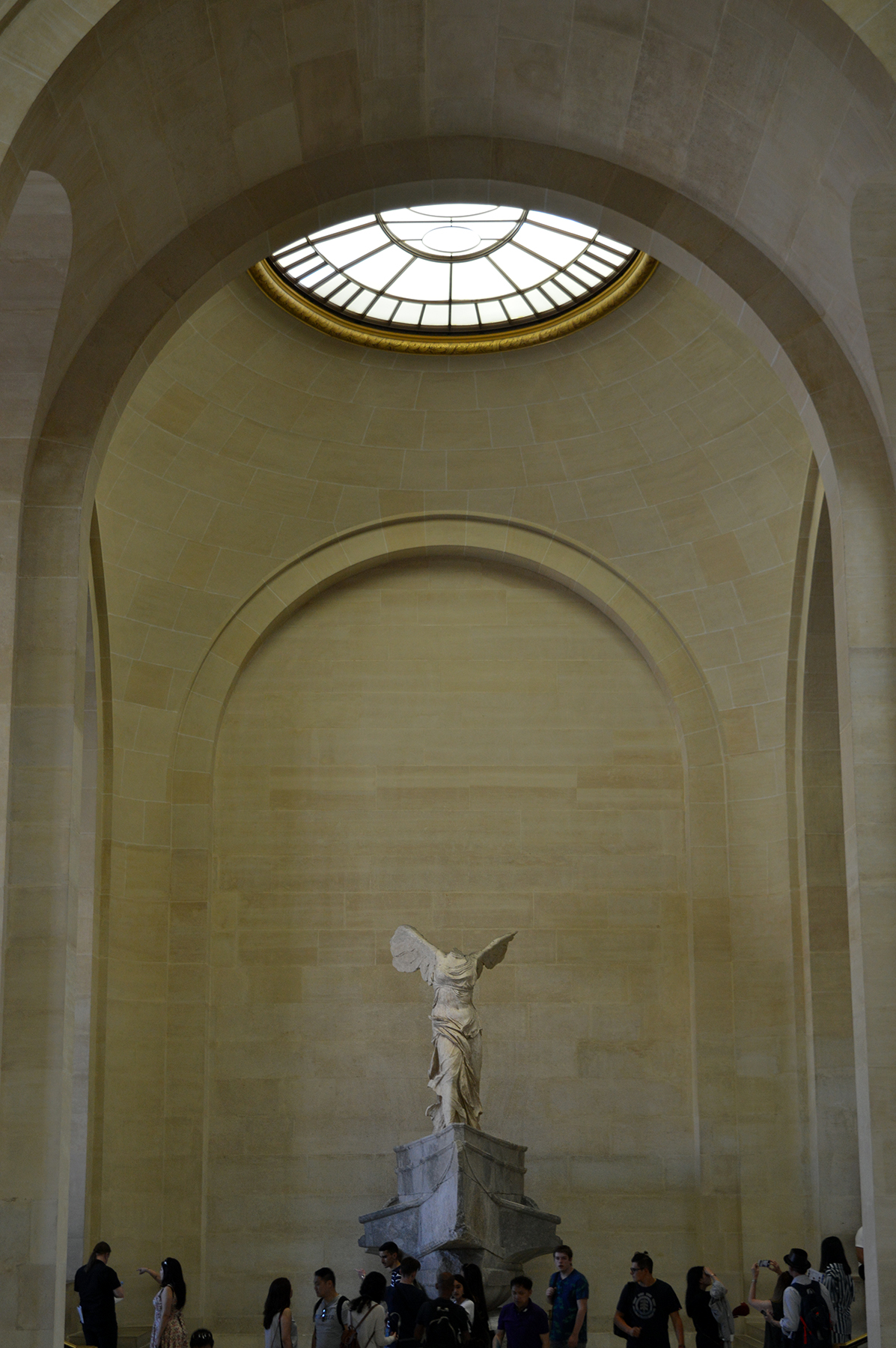
La Victoria de Samotracia es una escultura en mármol de 2,75 metros de altura, datada hacia el 190 a. C, una de las piezas imprescindibles del Museo del Louvre. Fue hallada en 1863 en Hierón de Samotracia, en el Santuario de los Grandes Dioses de Samotracia, por Charles Champoiseau.

Las ropas agitadas por el viento configuran el dramatismo, esta vez gozoso, tan característico de la escuela escultórica rodia, una de las más barrocas del helenismo. Hay que precisar que una de sus alas, al menos en parte, no es original, sino producto de una restauración.
Marinetti, en el Manifiesto Futurista publicado en Le Figaro en 1909, utilizó esta obra para ejemplificar su crítica a la estatuaria y, por extensión, al arte tradicional de tipo clasicista, en beneficio de un nuevo arte que rindiese culto a los progresos técnicos de la industrialización, connotados por la velocidad y las máquinas. Así, puede leerse que «un automóvil de carreras es más hermoso que la Victoria de Samotracia».
Otro ejemplo de la relevancia y la actualidad de esta obra es la Victoria de Samotracia del artista francés Yves Klein. Esta escultura está actualmente expuesta en el Museo del Louvre en París. Se trata de un vaciado de escayola, una miniatura de la estatua original, del famoso color azul.